# Pros Mund
Pros Mund, född omkring 1589, död 13 oktober 1644, var en dansk amiral.

## Biografi
Pros Mund var son till Niels Mund i Bjerkevold och Ingeborg Prosdatter Hørb. Han blev marinlöjtnant 1624 och befordrades till kapten 1628. Det året var han verksam vid Östersjöns sydliga kuster, där han motarbetade de kejserliga flottans planer i Rostock, Warnemünde, Wismar, and Greifswald, och stödde Stralsunds försvar. 
1630 sändes han till Färöarna och Norges kust för att skydda handeln mot fribytare och deltog kampen mot Hamburg vid Elbe, där han patrullerade med två skepp följande år. De kommande åren patrullerande han Nordsjön och norska kusten, år 1633 som befälhavare av en flotteskader. Samma år blev han förlänad med Island, där han tillbringade flera vintrar. Hans fru  Edel Urne, dotter till Johan Urne i Valsø, flyttade dit med honom 1638.

## Torstensons krig
När Torstensons krig med Sverige bröt ut 1643, blev det på nytt användning för honom i flottan. I början av 1644 anförde han en mindre eskader. Efter att i maj förenat sig med Ove Gjedde i Flækkerø (dåtida namnet på ön Flekkerøy utanför Kristiansand) seglade de tillsammans in i Nordsjön där den utkämpade en oavgjord drabbning den 25 maj mot en svensk-nederländsk flotta under Martin Thyssens. Vid återkomsten till Flækkerø, anklagade Mund flera av sina officerare för att ha svikit honom.
Som konteramiral deltog Mund sjöslaget vid Kolberger Heide den 1 juli, i befälet för den fjärde eskadern. Igen försummade flera av hans skeppschefer sina plikter; kung Kristian IV klagade starkt över dem, och skrev att de hade använt honom som ett värn mellan sig själva och fienden. Oavsett om denna klagomål var berättigat eller inte, gällde det inte Mund själv, som deltog med stor tapperhet i slaget. Hans flagskepp St Sophia verkar ha lidit fler förlustern än något av de andra fartygen.

## Döden i Fehmarn Bält
I september beordrades Mund att patrullera gattet mellan Fehmarn och Lolland med 17 fartyg för att hålla farvattnet öppet och observera svenska flottans rörelser. Medan sjukdomar hemsökte hans besättning, förenade sig den svenska huvudflottan under Carl Gustaf Wrangel oväntat med en nederländsk hjälpflotta under den förut nämnda Thyssens(nu adlad under namnet Anckarhjelm). Dessa 42 skepp angrep den 13 oktober. Det är oklart om danskarna blev överraskade eller om Mund försökte undvika en ojämn kamp. Den svensk-nederländska flottans övermakt var dock för stor. Efter hårt motstånd äntrades danska flaggskeppet Patientia. Mund stupade och hans kropp slängdes i havet. Bara tre fartyg kom undan, resten tillfångadtogs eller förstördes.
Pros Mund ägde fädernesgården Bjerkevold i Norge och förvärvade Grevensvænge i Själland. Hans änka kom i besittning av det närbelägna Rønnebæksholm.